# Patson Daka
Patson Daka (Chingola, Copperbelt, Zambia, 9 de octubre de 1998) es un futbolista zambiano que juega en la demarcación de delantero para el Leicester City F. C. de la EFL Championship de Inglaterra.

## Trayectoria

### Liefering
Daka se mudó inicialmente a Austria cuando firmó cedido en Liefering procedente del Kafue Celtic.

### Red Bull Salzburgo
Daka firmó con Red Bull Salzburgo en 2017. ayudó al club a ganar la Liga Juvenil de la UEFA, anotando dos goles en dos partidos. El 27 de noviembre, Daka anotó contra Genk en la Liga de Campeones de la UEFA 2019-20, convirtiéndose en el primer jugador de Zambia en anotar en la fase de grupos de la competición.
El 18 de diciembre de 2019, Daka prorrogó su contrato con el Salzburgo hasta el verano de 2024. En junio de 2020 tenía 22 goles en 24 partidos en la temporada 2019-20.
El 30 de septiembre de 2020, marcó un doblete en la victoria por 3-1 sobre el Maccabi Tel Aviv en la ronda de play-off, para clasificar a la Liga de Campeones de la UEFA 2020-21 El 21 de mayo de 2021, Daka fue nombrado jugador de la temporada de la Bundesliga austriaca después de registrar 27 goles en 28 partidos, ya que el club ganó su cuarto título de liga consecutivo.

### Leicester City
El 30 de junio de 2021 el Leicester City de Inglaterra lo firmó con un contrato de cinco años. Hizo su debut apareciendo desde el banquillo en el triunfo 1-0 sobre el entonces vigente campeón de la Premier League, el Manchester City, en la Community Shield el 7 de agosto. El 23 de agosto debutó en la Premier League como sustituto de Harvey Barnes en la derrota a domicilio por 1-4 ante el West Ham United.

## Selección nacional
Debutó con la selección de fútbol de Zambia el 10 de mayo de 2015 contra Malaui en un partido amistoso que finalizó con un resultado de 2-0 a favor del conjunto zambiano. Además disputó la Copa COSAFA 2015 y la clasificación para la Copa Africana de Naciones de 2017.

### Goles internacionales
| #  | Fecha                   | Estadio                                                             | Oponente        | Gol | Resultado | Competición                                             |
| -- | ----------------------- | ------------------------------------------------------------------- | --------------- | --- | --------- | ------------------------------------------------------- |
| 1  | 5 de septiembre de 2017 | Mohamed Hamlaoui Stadium, Constantina, Argelia                      | Argelia         | 0-1 | 0-1       | Clasificación para el Mundial de 2018                   |
| 2  | 11 de noviembre de 2017 | Levy Mwanawasa Stadium, Ndola, Zambia                               | Camerún         | 1-0 | 2-2       | Clasificación para el Mundial de 2018                   |
| 3  | 19 de noviembre de 2019 | Estadio Héroes Nacionales, Lusaka, Zambia                           | Zimbabue        | 1-1 | 1-2       | Clasificación para la Copa Africana de Naciones de 2021 |
| 4  | 25 de marzo de 2021     | Estadio Héroes Nacionales, Lusaka, Zambia                           | Argelia         | 1-2 | 3-3       | Clasificación para la Copa Africana de Naciones de 2021 |
| 5  | 25 de marzo de 2021     | Estadio Héroes Nacionales, Lusaka, Zambia                           | Argelia         | 3-3 | 3-3       | Clasificación para la Copa Africana de Naciones de 2021 |
| 6  | 29 de marzo de 2021     | Estadio Nacional de Deportes, Harare, Zimbabue                      | Zimbabue        | 0-1 | 0-2       | Clasificación para la Copa Africana de Naciones de 2021 |
| 7  | 29 de marzo de 2021     | Estadio Nacional de Deportes, Harare, Zimbabue                      | Zimbabue        | 0-2 | 0-2       | Clasificación para la Copa Africana de Naciones de 2021 |
| 8  | 13 de noviembre de 2021 | Estadio Héroes Nacionales, Lusaka, Zambia                           | Mauritania      | 1-0 | 4-0       | Clasificación para el Mundial de 2022                   |
| 9  | 3 de junio de 2022      | Stade de Yamoussoukro, Yamusukro, Costa de Marfil                   | Costa de Marfil | 3-1 | 3-1       | Clasificación para la Copa Africana de Naciones de 2023 |
| 10 | 26 de marzo de 2023     | Estadio Dobsonville, Johannesburgo, Sudáfrica                       | Lesoto          | 0-1 | 0-2       | Clasificación para la Copa Africana de Naciones de 2023 |
| 11 | 26 de marzo de 2023     | Estadio Dobsonville, Johannesburgo, Sudáfrica                       | Lesoto          | 0-2 | 0-2       | Clasificación para la Copa Africana de Naciones de 2023 |
| 12 | 17 de junio de 2023     | Levy Mwanawasa Stadium, Ndola, Zambia                               | Costa de Marfil | 2-0 | 3-0       | Clasificación para la Copa Africana de Naciones de 2023 |
| 13 | 9 de septiembre de 2023 | Stade Omnisports de Malouzini, Moroni, Comoras                      | Comoras         | 1-1 | 1-1       | Clasificación para la Copa Africana de Naciones de 2023 |
| 14 | 17 de octubre de 2023   | Al Hamriya Sports Club Stadium, Al Hamriyah, Emiratos Árabes Unidos | Uganda          | 1-0 | 3-0       | Amistoso                                                |
| 15 | 17 de octubre de 2023   | Al Hamriya Sports Club Stadium, Al Hamriyah, Emiratos Árabes Unidos | Uganda          | 3-0 | 3-0       | Amistoso                                                |
| 16 | 17 de noviembre de 2023 | Levy Mwanawasa Stadium, Ndola, Zambia                               | Congo           | 1-0 | 4-2       | Clasificación para el Mundial de 2026                   |
| 17 | 17 de noviembre de 2023 | Levy Mwanawasa Stadium, Ndola, Zambia                               | Congo           | 4-2 | 4-2       | Clasificación para el Mundial de 2026                   |
| 18 | 21 de noviembre de 2023 | Estadio de Marrakech, Marrakech, Marruecos                          | Níger           | 2-1 | 2-1       | Clasificación para el Mundial de 2026                   |
| 19 | 9 de enero de 2024      | King Abdullah Sports City, Yeda, Arabia Saudita                     | Camerún         | 1-0 | 1-1       | Amistoso                                                |
| 20 | 21 de enero de 2024     | Estadio Laurent Pokou, San Pedro, Costa de Marfil                   | Tanzania        | 1-1 | 1-1       | Copa Africana de Naciones 2023                          |
| 21 | 26 de marzo de 2024     | Estadio Nacional Bingu, Lilongüe, Malaui                            | Malaui          | 0-2 | 1-2       | Amistoso                                                |

### Participaciones en torneos internacionales
| Torneo                                  | Sede            | Resultado        |
| --------------------------------------- | --------------- | ---------------- |
| Campeonato Africano de Naciones de 2016 | Ruanda          | Cuartos de final |
| Copa Africana de Naciones 2023          | Costa de Marfil | Primera fase     |

## Estadísticas

### Clubes
Actualizado al último partido disputado el 25 de mayo de 2025.
| Club                         | País       | Año       | Partidos | Goles |
| ---------------------------- | ---------- | --------- | -------- | ----- |
| Nchanga Rangers F. C.        | Zambia     | 2014      | 2+       | 2     |
| Green Buffaloes F. C.        | Zambia     | 2014-2015 | 0+       | 0     |
| Power Dynamos F. C. (cedido) | Zambia     | 2015-2016 | 10+      | 13    |
| F. C. Liefering (cedido)     | Austria    | 2017-2018 | 27       | 6     |
| Red Bull Salzburgo           | Austria    | 2018-2021 | 125      | 68    |
| Leicester City F. C.         | Inglaterra | 2021-     | 121      | 23    |

## Palmarés

### Títulos nacionales
| Título           | Club                 | País       | Año  |
| ---------------- | -------------------- | ---------- | ---- |
| Bundesliga       | Red Bull Salzburgo   | Austria    | 2018 |
| Copa de Austria  | Red Bull Salzburgo   | Austria    | 2019 |
| Bundesliga       | Red Bull Salzburgo   | Austria    | 2019 |
| Copa de Austria  | Red Bull Salzburgo   | Austria    | 2020 |
| Bundesliga       | Red Bull Salzburgo   | Austria    | 2020 |
| Copa de Austria  | Red Bull Salzburgo   | Austria    | 2021 |
| Bundesliga       | Red Bull Salzburgo   | Austria    | 2021 |
| Community Shield | Leicester City F. C. | Inglaterra | 2021 |
| EFL Championship | Leicester City F. C. | Inglaterra | 2024 |